# بيتر مان
بيتر مان (بالإنجليزية: Peter Mann)‏ هو لاعب كرة قدم أسترالية أسترالي، ولد في 7 سبتمبر 1970 في برث في أستراليا.

## وصلات خارجية
- بيتر مان على موقع AustralianFootball.com (الإنجليزية)
- بيتر مان على موقع AFLtables.com (الإنجليزية)